# Ramon Pujolboira
Ramon Pujolboira (Barcelona, 1949 - 7 de setembre de 2019) va ser un pintor català.
La seva primera formació artística va tenir lloc a l'Escola d'Arts i Oficis Artístics Massana de Barcelona, on ingressa l'any 1967. El 1968 es fa membre del Cercle Artístic de Sant Lluc i fa el seu primer viatge a París. Un any més tard, el 1969, es trasllada a viure París on freqüenta els tallers de l''American Center i de La Grande Ghaumière. Al mateix temps, s'inscriu a l'École Superieure de Dessin et Peinture de la ville de Paris, i realitza la seva primera exposició individual. També es fa Copista del Louvre. El 1970 torna a Barcelona, després de complir amb el servei militar, comença a treballar a l'estudi del carrer Jocs Florals. El 1973 realitza uns murals al fresc per al Monestir Romànic de Sant Cugat del Vallès, en el sí de l'Escola Internacional de Pintura Mural Contemporània.
El 1974 es trasllada a viure al poble d'Ordis, a l'Alt Empordà. El 1975 s'inicia, de manera autodidacta, en el gravat a l'aiguafort. A partir d'aquesta data, incorpora el gravat dins la seva obra. El 1976 es trasllada a viure a Albons, al Baix Empordà, on residirà fins al final dels seus dies, i on mantindrà el seu estudi. El 1977 realitza treballs en ceràmica i també treballs amb torn i murals en gres. 1981 Realitza algunes sèries d'escultures en bronze.
El 1984 funda el "Grup 69" conjuntament amb Ricard Anson Rigall, Lluís Roura Juanola, Josep Ministral Agustí i Daniel Lleixà. Juntament amb aquests artistes i també Armand Olivé, uns anys més tard, el 1999, realitzaren una reproducció en mosaic d'una pintura d'estil dalinià sobre el paisatge de l'Empordà: Cinc visions dins un espai empordanès. Homenatge a Salvador Dalí. El 1985 publica el primer llibre monogràfic. El 1987 construeix un nou taller a Albons. El 1990 publica Empordà, Somnis, Pintures, amb 100 il·lustracions en color, en una monografia que recull els seus darrers treballs. 1992 Treballa en gravats de gran format i en la sèrie Mediterraneum, que formarà part de la propera monografia.

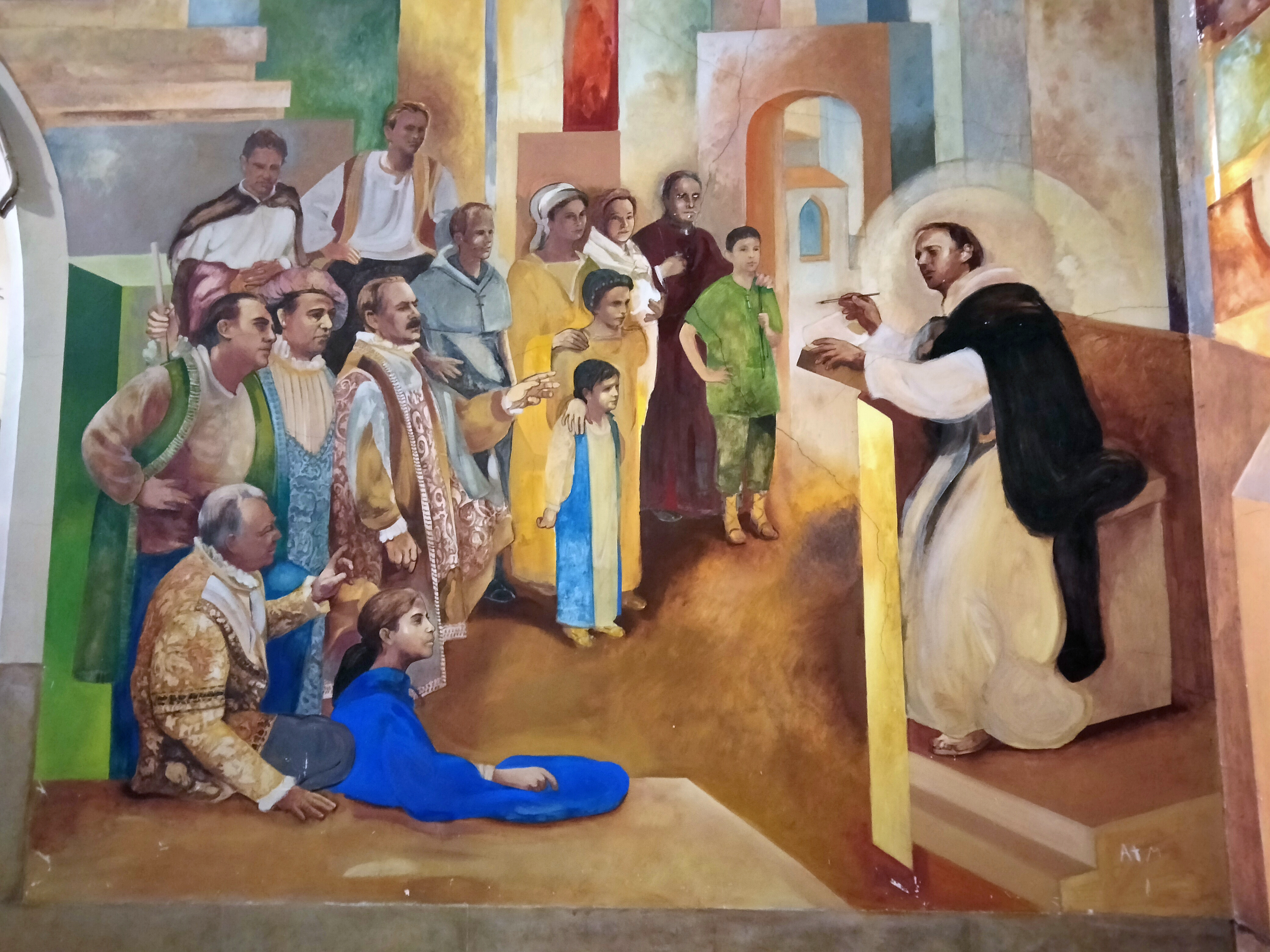
Pintura mural del beat Dalmau Moner, a l'església parroquial de Santa Coloma de Farners

El 1993 el Consell d'Europa el convida a fer una exposició individual a Estrasburg, que la mateixa és exposada també al Parlament Europeu. El 1994 rep l'encàrrec de realitzar un projecte de pintures murals per a l'Església de Santa Coloma de Farners. El 1997 realitza projectes d'escultures públiques. El 1998 publica Mediterrània, un llibre amb 200 dels seus darrers treballs, i CIRC, amb treballs sobre paper, que recull les seves impressions de la convivència en el circ Raluy. El 1999 s'inicien les pintures murals de l'Església Parroquial de Santa Coloma de Farners.
El 2001, realitzades en diferents espais, les pintures murals arriben a la tercera fase. Entre els anys 2002 i 2004 realitza escultures públiques personals i activitats d'intervenció com a membre del grup 69. Dona conferències a la Universitat Internacional Menéndez Pelayo (UIMP). El 2005 Publica "Elogi del passeig", resum dels treballs des del 2002. El 2006 col·labora amb la Fundació Josep Carreras i la Fundació Sant Vicens de Paul. També amb la Fundació Vicente Ferrer. El Consell d'Europa selecciona un quadre seu com a Nadala. 2008 Realitza el timpà de l'Església Parroquial de Sant Pere de Figueres en bronze i ceràmica. El 2009 il·lustra els contes Papallones a la Panxa i Els Romans desembarquen a Empúries escrits per Francesc Pujol. El 2011 prepara un llibre antològic sobre el Circ Raluy. L'any 2013 tingué lloc una exposició retrospectiva de la seva obra al Museu de la Mediterrània a Torroella de Montgrí, on Pujolboira va oferir una conferència amb el títol La història dels colors, en què d'una forma molt didàctica va apropar els assistents a la seva obra artistica. Aquella exposició va ser molt visitada. El 2014 la ciutat de Bergerac, a França, li dedica una exposició retrospectiva al Presbytere Saint Jacques.
L'any 2017, l'artista acabà un mural per a l'absis de l'església d'Albons, al Baix Empordà, es tracta d'una obra una mica atípica sobre l'Últim Sopar, de Ramon Pujolboira. La idea va sorgir del propi pintor, que volia crear alguna cosa especial per al poble que l'ha acollit des de fa 40 anys.